# Oswald Garrison Villard
Pour les articles homonymes, voir Villard.
Oswald Garrison Villard, né le 13 mars 1872 et mort le 1er octobre 1949, est un journaliste américain et rédacteur en chef du New York Evening Post. Il est un militant pour les droits civiques, l'un des membres fondateurs de la NAACP. En 1913, il écrit au président Woodrow Wilson pour protester contre la ségrégation raciale de son administration dans les offices fédéraux de Washington , un changement par rapport aux précédentes conditions d'intégration.
Villard est également l'un des fondateurs de la Ligue anti-impérialiste, en faveur de  l'indépendance des territoires pris lors de la guerre hispano-américaine.

## Biographie

### Jeunesse
Villard est né à Wiesbaden, Allemagne, le 13 mars 1872, alors que ses parents y habitent. Il est le fils de Henry Villard, un journaliste  correspondant américain qui a immigré d'Allemagne, et Fanny Garnison, fille de l'abolitionniste William Lloyd Garrison. Fanny Villard est une suffragette et l'une des fondatrices du mouvement des femmes pour la paix. Son père investi plus tard dans les chemins de fer et achète  les journaux The Nation et le New York Evening Post. La famille retourne aux États-Unis peu après la naissance de Villard, s'installant à New York en 1876.
Villard est diplômé de l'Université Harvard en 1893 et, après une tournée en Europe avec son père pour une année, il retourne à Harvard pour obtenir son diplôme d'études supérieures en Histoire américaine. Il devient professeur assistant et aurait pu poursuivre une carrière universitaire, mais il souhaite une vie plus active.
En 1896, il rejoint The Philadelphia Press, mais il n'apprécie pas que le journal cède aux exigences des annonceurs. Rapidement, il rejoint l'équipe du Evening Post qui appartient à son père, où il travaille en tant que rédacteur en chef de la page du samedi. Il commence à écrire régulièrement pour le New York Evening Post et de The Nation, et déclare que lui et ses collègues ont été
". . . fermes sur la paix et la guerre et sur la question des Noirs ; fermes dans notre insistance sur le fait que les États-Unis doivent rester à la maison et ne pas faire la guerre à l'étranger et imposer leur volonté impérialiste sur les républiques d'Amérique Latine, souvent avec de grand massacre. Nous étions ferme dans notre demande pour le libre-échange et notre totale opposition à l'ensemble du système de protection."

### Plaidoyer et militantisme
Villard est également l'un des fondateurs de l'American Anti-Imperialist League, qui soutient l'indépendance des territoires annexés lors de la guerre hispano-américaine. Pour soutenir ce combat, il œuvre pour l'organisation d'un "troisième ticket" en 1900 pour défier William Jennings Bryan et William McKinley. Il est rejoint dans cette tentative par plusieurs vétérans du National Démocratic Party (en) de 1896. Sans surprise, Villard fait appel à l'ex-président Grover Cleveland, un héros des Gold Democrats, en l'exhortant à être le candidat. Cleveland soulève des objections, en affirmant que les électeurs ne se soucient plus de ce qu'il avait à dire. Villard utilise également en permanence la page éditoriale du Evening Post à l'encontre de l'impérialisme et de l'expansionnisme.
Villard est un pionnier, et aujourd'hui largement méconnu, meneur des droits civique. En 1910, il fait don d'espace dans le New York Evening Post pour un appel à la réunion qui organise l'Association Nationale pour l'Avancement des Personnes de Couleur (NAACP). Villard est un cofondateur de l'organisation, avec W. E. B. Du Bois et d'autres personnes influentes. Durant de nombreuses années, Villard est trésorier de la NAACP tandis que Moorfield Storey (en), est son président.
Villard soutient Woodrow Wilson lors de l'élection de 1912, et lors d'une entrevue avec le président il convainc Wilson d'œuvrer pour améliorer les conditions des afro-américains. Il proteste par écrit envers Wilson, en juillet 1913 contre la ségrégation raciale des offices fédéraux de la capitale de son administration, un changement par rapport aux pratiques précédentes. Booker T. Washington fait appel à Villard pour tenter d'obtenir de Wilson un changement dans sa politique. Wilson défend ses politiques et s'implique peu pour aider les noirs au cours de ses mandats. Bien que beaucoup d'Afro-Américains aient franchi les lignes de parti pour voter en sa faveur, peu d'entre eux sont nommés à des postes supérieurs de la fonction publique. En outre, Wilson n'a rien fait pour encourager la fin de la privation du droit de vote des Noirs dans le Sud par des législatures à dominance démocratique, qui avaient largement exclu les Afro-Américains du système politique. Par conséquent, Villard se retourne contre le président, soutenant ses opposants et s'exprimant contre lui dans le Evening Post et The Nation.

### Livres et écrits
En 1910, Villard publie une biographie sur John Brown 1800-1859: A Biography Fifty Years After, qui décrit Brown comme un héros américain inspirant. Il est salué par les critiques pour son ton impartial et l'utilisation de nouvelles informations.
Villard écrit également Germany Embattled  en 1915, dans lequel il exhorte les lecteurs à reconnaître les contributions de l'Allemagne à la vie américaine et décrit les clivages politiques en Allemagne. Il rappelle aux lecteurs que les Allemands croyaient dans leur cause, et plaide pour la poursuite de la neutralité dans le conflit Européen. Villard continue avec deux autres études sur l'Allemagne: The German Phoenix: The Story of the Republic (1933) et à Inside Germany; with an Epilogue, England at War (1939; réimprimé sous le titre Within Germany, 1940). Villard se sert du premier pour examiner les contributions allemandes d'après-guerre à l'art, la politique, le journalisme, l'éducation et la morale. Son troisième livre discute de la politique nazie brutale d'Adolf Hitler et de la détresse des civils allemands.
Villard écrit de nombreux livres critiques à l'égard des journalistes et des journaux. Son objectif déclaré est d'améliorer les normes journalistiques, dont il croit qu'elles ont succombé aux grandes entreprises et à la perte d'intégrité. Il estime que ses contemporains sacrifient l'intégrité au profit des contributions monétaires des entreprises et des hommes politiques. Il publie également de nombreux articles et allocutions sur un large éventail de sujets, dont le militarisme, la musique, la famille Garrison et la discrimination raciale. Enfin, Villard publie un compte rendu des premiers obstacles et des premières réalisations de son père. Il écrit également une autobiographie intitulée Fighting Years: Memoirs of a Liberal Editor qui reçoit de bonnes critiques et qui est salué.

### Plus tard dans sa carrière
Alors que Villard continue à défendre les libertés civiles, les droits civiques, et l'anti-impérialisme après la Première Guerre mondiale, il abandonne totalement son ancienne croyance du « laisser-faire économique ». Durant les années 1930, il salue l'avènement du New Deal et appelle à la nationalisation des grandes industries. En 1943, il débat avec la philosophe Ayn Rand sur le thème du collectivisme contre l'individualisme, parrainé par l'American Economic Association, débat qui est publié dans un certain nombre de journaux.
Toujours soucieux de son indépendance d'esprit, il s'oppose activement à la politique étrangère de l'administration de Franklin D. Roosevelt à la fin des années 1930. Il est l'un des premiers membres du groupe non-interventionniste America First Comittee qui s'oppose à l'entrée des États-Unis dans la Seconde Guerre mondiale, et utilise la page éditoriale de The Nation pour exprimer son point de vue :
"Non, la vérité, c'est que si la raison et la logique, et non pas le sentiment, l'hystérie et l'intérêt personnel, étaient appliqués à cette question, l'armée et la marine américaine prendraient l'initiative de préconiser le désarmement - toujours à condition que nous ne soyons pas fous au point d'entrer à nouveau en guerre en Europe. J'espère même que mes amis les rédacteurs de The Nation vont maintenant se retourner et se joindre à moi pour dénoncer le gaspillage inutile des formidables dépenses militaires que nous faisons maintenant, sans parler de la militarisation constante du pays.” 
Il rompt complètement avec The Nation, qu'il a vendue en 1935 parce que le journal soutenait l'interventionisme américain. Parallèlement, il est de plus en plus hostile à l'État bureaucratique du New Deal, qu'il condamne comme précurseur du fascisme américain. De plus, il déplore les raids aériens effectués par les alliés à la fin de la Seconde Guerre mondiale, en déclarant ce qui suit :
"Ce qui était criminel à Coventry, Rotterdam, Varsovie et Londres est maintenant devenu héroïque à Dresde et maintenant Tokyo."
Après 1945, Villard fait cause commune avec les conservateurs de " vieille-droite ", comme le sénateur Robert A. Taft, Felix Morley, et John T. Flynn, contre les politiques de guerre froide de Harry S. Truman.
Villard subit une crise cardiaque en 1944 et un A.V.C. cinq ans plus tard. Il est décédé le 1er octobre 1949 à New York.

## Famille et héritage
Son fils aîné, Henry Hilgard Villard, est à la tête du département économique du City College of New York et le premier président masculin du regroupement de planification familiale Planned Parenthood de la Ville de New York. Son plus jeune fils, Oswald Garnison Villard, Jr, est un professeur de génie électrique à l'Université Stanford. Sa fille, Dorothy Villard Hammond, est membre de l'université américaine du Caire.
Le 21 février 2009, l'United States Postal Service émet un timbre commémoratif qui honore le travail sur les droits civiques de Villard.

### Pour approfondir
- Stephan Thernstrom (1960), "Owen Garnison de Villard et de la Politique de Pacifisme", Harvard Library Bulletin 14 (texte intégral)
- Michael A. Lutzker, The Pacifist Impulse in Historical Perspective, University of Toronto Press, 1996 (ISBN 978-0-8020-0777-3, lire en ligne), « Themes and contradictions in the American peace movement, 1895-1917 », p. 320+ (traite de Villard)